# 第三の影
『第三の影』（だいさんのかげ、Another Thin Man）は、1939年のアメリカ合衆国の映画である。1934年より始まった『影なき男』シリーズの第3作であり、W・S・ヴァン・ダイク2世が引き続いて監督した。

## キャスト
- ウィリアム・パウエル
- マーナ・ロイ
- C・オーブリー・スミス
- オットー・クルーガー
- ナット・ペンドルトン
- ヴァージニア・グレイ
- トム・ニール
- マージョリー・メイン
- ルース・ハッセイ
- シェルドン・レナード